# Masacre del puesto de vigilancia N°3
La masacre del puesto de vigilancia N°3 ocurrió el 24 de noviembre de 2014 en la cordillera del Cóndor, cerca a la frontera con Ecuador. Los asesinados serían tres soldados de la etnia awajún que pertenecían al ejército peruano.

## Desarrollo
Los sucesos se dieron en el distrito de El Cenepa (provincia de Condorcanqui), en el departamento de Amazonas. Cuando el teniente general del ejército peruano Hugo Cabrera Tantarico disparó doce veces por la espalda a tres de sus subordinados mientras pescaban en el río Comaina, a las afueras del puesto de vigilancia N°3 del EP. Según investigaciones Cabrera ordenó a otros dos cabos, de nombre Eleldo Majiano y Gilmer Quinin que incinerarán la ropa y cosas de los difuntos y enterraran los cuerpos, así mismo expresó que comunicaría que los fusilados serían catalogados como desertores para explicar su desaparición.

## Víctimas
Los cabos asesinados fue reconocidos como Alexander Bardales Juwau, Rober Rony Kunchikui Tsamash y Luis Alfredo Tsejem Akuts, los tres eran de la comunidad awajún, un pueblo amerindio que habita la frontera entre Perú y Ecuador, y se unieron al Batallón de la Selva Juan Chávez Valdivia para poder ser beneficiados de una beca de estudios técnicos que les permitiría poder darse una mejor calidad de vida, todo a cambio de servir tres meses en cuartel en la frontera.
Una de las víctimas, Bardales Juwau, en febrero escribió a su hermano que no podría estar para las fiestas de fin de año y que la comida escaseaba en la base, por lo que ya se comenzaba a vivir en un entorno conflictivo por la falta de alimentos:

Mi hermano estaba triste porque sabía que no volvería para la Navidad. Me pedía que le enviara galletas, cepillos de dientes, ropa. No tenía nada, estaba desesperado.

## Hechos posteriores

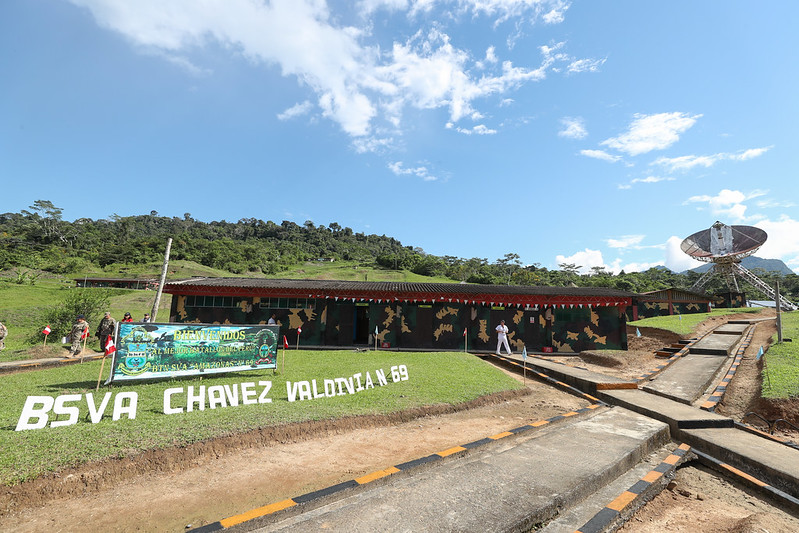
Base del batallón de la Selva Juan Chávez Valdivia.

Los dos cabos decidieron avisar del suceso y las autoridades competentes intervinieron, Cabrera Tantarico fue capturado y trasladado a la prisión de Bagua Grande para posteriormente llevarlo a Lima para las investigaciones. Cabrera trató de justificar su crimen al decir que confundió a los soldados con ladrones por la oscuridad de la selva, aunque luego reconoció que disparó a los cabos como venganza por haberse robado sus raciones de arroz que le correspondían a él.
La investigaciones del Ministerio Público y de la defensa de los difuntos informó que los tres soldados habían extraído las tres únicas raciones de arroz que sobraba en la base y que el general Cabrera separó para su consumo personal, debido a que el helicóptero encargado de llevar las provisiones de alimentos no llegaba desde hace un mes a los puestos de la cordillera del Cóndor, eso provocó un clima de tensión y crisis alimentaria entre los soldados de todos los rangos, siendo los cabos los más afectados, pues decidieron tomar la decisión del robo debido a que no ingerían alimentos desde hace tres días antes del 24 de noviembre.
Los cuerpos de los fusilados fueron exhumados para ser trasladados a sus comunidades amerindias correspondientes. La fiscalía del Perú condenó a Cabrera a 35 años de prisión y a pagar S/.30.000 a los deudos de la masacre. El ejército del Perú también comunicó que daría una indemnización a los familiares de los difuntos.